# David Akers
David Roy Akers (* 9. Dezember 1974 in Lexington, Kentucky) ist ein ehemaliger US-amerikanischer American-Football-Spieler auf der Position des Kickers. Er spielte für die Detroit Lions, San Francisco 49ers und Philadelphia Eagles in der National Football League (NFL).

## College
Akers war auf der University of Louisville. Während dieser vier Jahre kickte er mit 36 Field Goals einen Schulrekord und ist zweitbester in der schulinternen „Scoring-Liste“.

## NFL-Karriere
David Akers startete zwischen 1997 und 1998 als Free Agent, versuchte sich in dieser Zeit bei den Atlanta Falcons, den Carolina Panthers und den Washington Redskins. Zur Saison 1998 wurde er von den Redskins verpflichtet, spielte allerdings nur ein Mal.
1999 wurde er von den Philadelphia Eagles beobachtet und verpflichtet. Diese schickten ihn in die NFL Europe, wo er in Deutschland bei Berlin Thunder eine starke Saison spielte und letztendlich zum Stammkicker der Eagles wurde.
Akers galt zu der Zeit als Überraschungsspieler. Er verwertete 29 von 33 Field Goals und hielt mit 121 Punkten einen Teamrekord. Daraus resultierte die Ehrung zum NFC Special Teams Player of the Month (im November 2000) und die Wahl zum Pro Bowl 2001.
Seine bislang beste Saison lieferte er 2002, als er 30 von 34 Field Goals verwertete, neuerlich einen Teamrekord von 133 Punkten aufstellte und zum zweiten Mal in den Pro Bowl berufen wurde. 2003 gelang ihm das zweitlängste Field Goal der Geschichte der Eagles, als er ein Field Goal aus 57 Yards schoss. Auch 2004 hielt er seine gute Form, mit rund 84 % verwerteten Field Goals.
2005 verletzte Akers sich im Spiel gegen die Oakland Raiders. Dabei zog er sich beim Kickoff einen Bänderriss zu. Er kam in der zweiten Hälfte wieder ins Spiel und erzielte zwei Extra-Punkte und das siegbringende Field Goal, brach danach jedoch noch auf dem Feld zusammen. Er verpasste die nächsten vier Spiele, wurde aber dennoch zum vierten Mal in den Pro Bowl berufen. 2006 war, obwohl er Verletzungsfrei blieb, Akers schlechteste Saison mit lediglich 18 von 23 verwerteten Field Goals. Am 16. Dezember 2007 brach Akers einen Teamrekord, als er im Spiel gegen die Dallas Cowboys seinen 884. Punkt für Philadelphia erzielte.
2011 wechselte er, nach zwölf Spielzeiten bei den Eagles, zu den San Francisco 49ers. Am 9. September 2012 stellte Akers einen NFL-Rekord ein, als er gegen die Green Bay Packers ein Field Goal aus 63 Yards erzielte; dieser Rekord wurde erst 2013 durch Matt Prater überboten. Nach einer durchwachsenen Saison bei den 49ers wurde er nach der Super-Bowl-Niederlage gegen die Baltimore Ravens entlassen.
Im Sommer 2013 wurde er als Kicker von den Detroit Lions verpflichtet und ersetzte damit Jason Hanson, der zuvor seine 21-jährige Karriere bei den Lions beendete.